# Kalat (Pakistan)
Kalāt o Qalāt (Brahui / Urdu: قلات), storicamente conosciuta come Qīqān, è una città storica situata nel distretto di Kalat, Belucistan, Pakistan. Kalat è la capitale del distretto di Kalat ed è conosciuta localmente come Kalat-e-Brahui e Kalat-e-Sewa.
Qalat, precedentemente Qilat, era la capitale del Canato di Kalat, ormai solo un titolo cerimoniale detenuto da Mir Suleman Dawood Jan. Il governo pakistano ha compiuto sforzi per riconciliarsi con lui; suo figlio, il principe Mohammed, che è il più vicino nella linea ereditaria se esistesse ancora il canato di Kalat, è in favore dell'unità del Pakistan.

## Storia
In passato era conosciuto come Kalat-i-Seva (da un leggendario re indù) e Kalat-i Nichari che lo collega con le tribù di lingua Brahui di Nichari, generalmente accettate come appartenenti al ramo più antico degli indigeni Brahui
Si dice che la città di Kalat sia stata fondata e chiamata Qalat-e Sewa, dopo Sewa, un eroe leggendario del popolo Brahui.
Le tribù di lingua Brahui arrivarono da est nell'area di Qalat molto prima dell'arrivo delle tribù di lingua Baluci da ovest. Il popolo Brahui stabilì un regno nel XV secolo, ma presto declinò e la regione cadde sotto l'Impero Moghul.  Vi rimasero fino all'arrivo dell'Impero Britannico nel XIX secolo. Nel 1876 venne quindi stipulato un trattato per rendere Kalat parte del Impero britannico.
Nel 1948, il Khan di Kalat entrò a far parte del Pakistan.
L'ultimo Khan di Qalat fu formalmente rimosso dal potere nel 1955, ma il titolo è ancora rivendicato dai suoi discendenti. L'attuale Khan di Qalat è Mir Suleman Dawood Khan Ahmadzai.